# سخنران انگیزشی

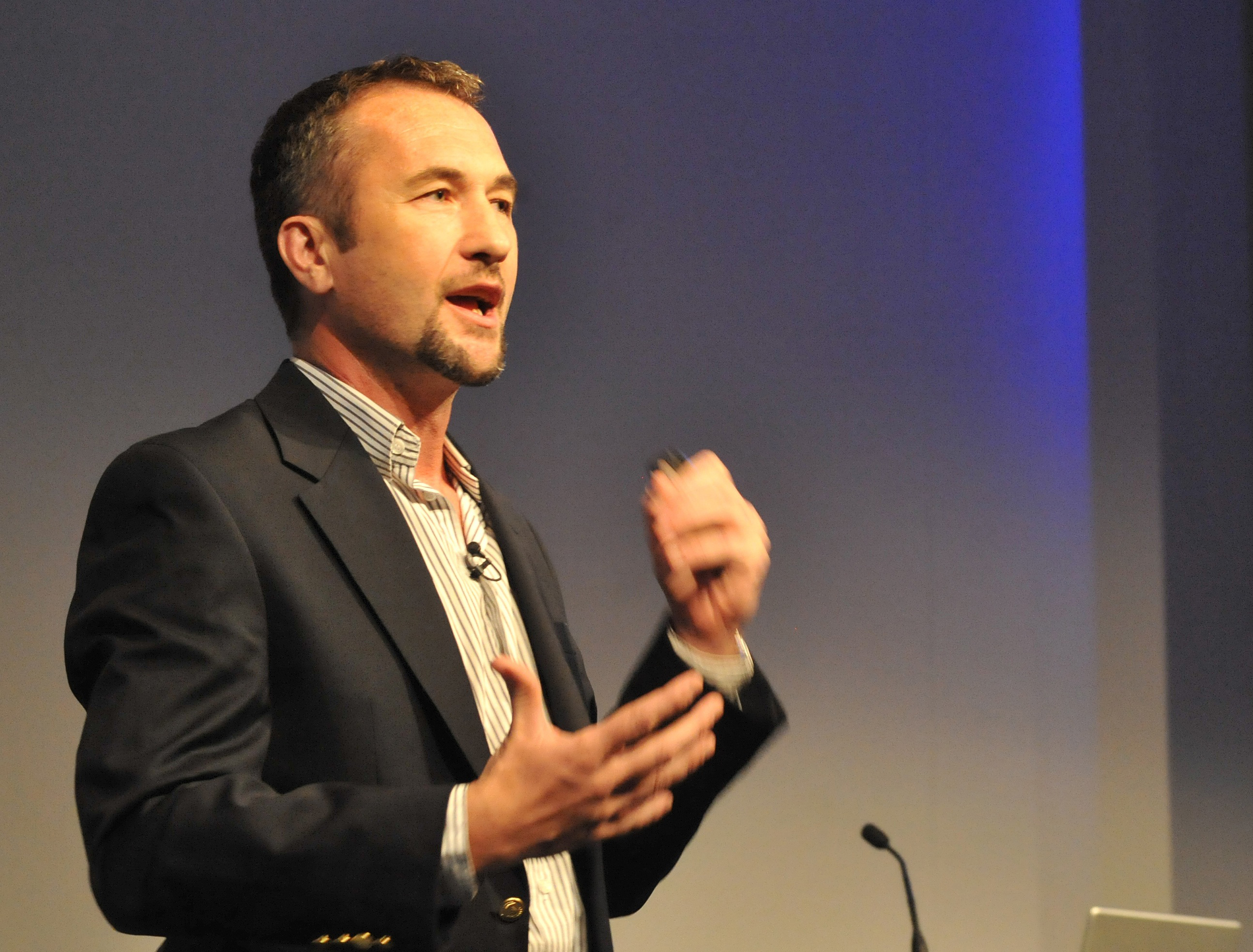
جیسون لوئیس، در حال سخنرانی انگیزشی در کنفرانسی در لندن.

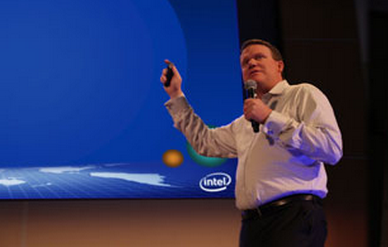
داگ دووراک، در حال ارائه سخنرانی انگیزشی در آمریکا.

سخنران انگیزشی فردی است که با ارائه سخنرانی، قصد دارد انگیزه مخاطبان خود را بالا برده یا الهام‌بخش آن‌ها باشد. صاحبان کسب‌وکارها معمولاً سخنرانان انگیزشی را برای انتقال راهبرد شرکت به کارمندان، کمک به کارمندان شرکت برای نگاه به آینده با دید مثبت و الهام بخشیدن به کارکنان برای همکاری با یکدیگر استخدام می‌کنند.
از جمله سخنرانان انگیزشی برجسته جهان می‌توان به آنتونی رابینز و لس براون اشاره کرد.